# Vanessa Lopes
Vanessa Lopes Ramalho (Brasília, 5 de julho de 2001) é uma influenciadora digital, tiktoker, youtuber e dançarina brasileira, conhecida por possuir mais de 30,5 milhões de seguidores no TikTok, onde faz sucesso com suas coreografias. Em 2024, foi participante da vigésima quarta edição do reality show Big Brother Brasil; a participação de Vanessa foi breve e gerou controvérsias.

## Biografia e carreira

### 2001–2014: Início da vida
Vanessa nasceu em Brasília, Distrito Federal, no dia 5 de julho de 2001. Ainda bebê, mudou-se para Salvador, Bahia, e posteriormente para Recife, Pernambuco, onde passou a maior parte de sua vida.

### 2015–2023: Ascensão e estrelato
Apaixonada por dança, Vanessa gravava e postava vídeos desde 2015, quando tinha 14 anos, mas de forma despretensiosa, apenas como uma brincadeira. A diversão tornou-se rotina durante a pandemia de COVID-19 e rapidamente chamou a atenção de uma agência de influenciadores, que entrou em contato interessada em tê-la em seu casting. Seus pais, Alisson de Oliveira Ramalho e Liziane Lopes Ramalho (Lica), ambos empresários, a apoiaram na carreira. Com o aval deles, Vanessa fechou o contrato com a empresa que gerencia sua carreira até hoje.
Em 2021, Vanessa Lopes foi indicada na categoria Challenger do Ano ao Meus Prêmios Nick, a maior e mais prestigiada premiação infantil. No mesmo ano, ela começou a apresentar o podcast Ñ é TPM juntamente com Fernanda Schneider, Gabriela Mag, Victória Collen, Isa Paoli e Vivi Wanderley.
Em novembro de 2022, Vanessa Lopes e a cantora de funk carioca Gabily, lançaram a música "Chapadinha na Gaveta". A canção foi produzida para a Copa do Mundo, dedicada especialmente a Neymar e Vinícius Júnior, os principais jogadores da Seleção Brasileira de Futebol. A música ainda contou com a participação de Neymar.
Seu sucesso na internet chamou a atenção de emissoras de TV aberta, como o SBT e a TV Globo, levando-a a ser convidada para programas, tais como Programa Silvio Santos, Domingo Legal e Caldeirão com Mion.
Além de seus 30,9 milhões seguidores no TikTok, Vanessa também tem uma presença significativa em outras redes sociais. Atualmente, ela conta com 15 milhões de seguidores no Instagram, 2,7 milhões no Kwai, 1,4 milhões no Threads, 414,7 mil no X e 1,77 milhões de inscritos no seu canal no YouTube.

### 2024–presente:BBB 24, pausa na carreira e novos caminhos

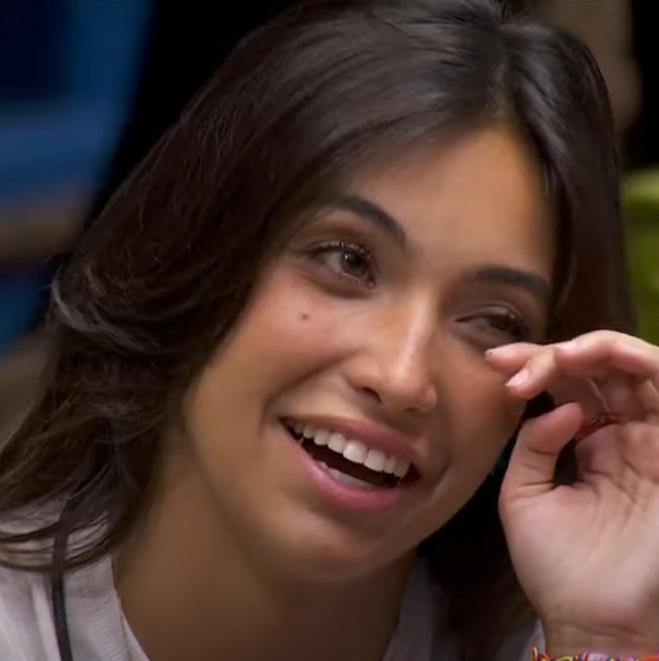
Vanessa Lopes durante o Big Brother Brasil 24

Em 2024, Vanessa Lopes integrou o grupo "Camarote" na vigésima quarta temporada do reality show Big Brother Brasil. Na mesma época, sua conta no TikTok atingiu 1 bilhão de curtidas.
Durante sua participação no BBB 24, Vanessa Lopes expressou estar lidando com gatilhos de trauma, manifestando sinais de abalo mental. Em 19 de janeiro, ela tomou a decisão de apertar o Botão da Desistência e deixou voluntariamente o reality, encerrando sua participação.
Após sua passagem conturbada no BBB 24, Vanessa Lopes foi aconselhada a se afastar temporariamente de suas atividades profissionais, inclusive ficando completamente distante das redes sociais, devido ao seu quadro de saúde. Recebeu tratamento psiquiátrico domiciliar, sendo acompanhada 24 horas por avaliações médicas diárias e foi diagnosticada com um quadro psicótico agudo.
Apesar da interrupção em sua carreira, Vanessa participou de programas da emissora, como o Fantástico, onde foi destaque em uma matéria especial, e o Altas Horas.  Além disso, está confirmada para participar do reality Túnel do Amor, apresentado por Ana Clara Lima no Multishow e Globoplay. O programa, previsto para estrear em abril após o término do Big Brother Brasil 24, foi gravado antes de Vanessa Lopes ingressar no reality.

## Vida pessoal

### Relacionamentos e interesses pessoais
Vanessa Lopes é abertamente bissexual. Em junho de 2021, assumiu um namoro com o jogador de futebol e tiktoker Ricardo Rêgo, que durou seis meses. Vanessa também teve envolvimentos com o ator João Guilherme, e compartilhou publicamente interações com outras personalidades, como Luísa Sonza, Lara Silva, Gabi Lopes e Gabriel Medina.
Nas redes sociais, Lopes também destaca sua paixão por esportes, sendo torcedora do Flamengo e praticante de futevôlei, além de demonstrar interesse pelo surfe, atividade que também realiza durante seu tempo livre.

### Acidente
Após concluir o ensino médio, Vanessa nutria o desejo de realizar um intercâmbio e estudar no exterior. No entanto, durante uma viagem com um amigo, DJ Alan Maciel, ela foi atropelada por um motorista que fugiu do local, nas proximidades de Porto de Galinhas. Eles estavam a caminho de um show, quando o pneu do veículo furou. No momento da troca, um carro os atingiu e os jogou cerca de 20 metros do local. Vanessa estava segurando a lanterna para que Alan tivesse uma melhor visualização no momento da troca do pneu. Na época do acidente, Vanessa tinha apenas 18 anos, e essa experiência traumática a fez repensar a ideia de viver longe da família e dos amigos, levando-a a concluir que não valeria a pena partir para o exterior.
Um ano após a tragédia na estrada, Vanessa decidiu dividir seu tempo entre frequentar a faculdade de marketing, que trancou para se dedicar as redes socias, e se envolver na criação de conteúdo digital.

### Saúde mental
Ao longo de sua participação no BBB 24, Vanessa revelou estar confrontando gatilhos emocionais de traumas passados, apresentando sinais de instabilidade psicológica. Sua instabilidade aumentou quando surgiram comentários alegando que ela seria uma pessoa superficial, constantemente se olhando no espelho, e que suas atitudes, incluindo seus momentos de choro, não seriam genuínos. Ao se deparar com as acusações, Vanessa lembrou-se de situações difíceis que enfrentara antes do reality, esclarecendo que seu hábito de se olhar no espelho era uma estratégia para lidar com a disfunção temporomandibular que enfrenta e que busca recompor-se. Nos dias seguintes, sua instabilidade emocional se intensificou, refletindo-se em sua participação cada vez mais debilitada. Vanessa também revelou sentir-se perseguida, chegando a pensar que estavam perseguindo e afetando-a propositalmente. Além disso, fez referências frequentes ao livro 1984 de George Orwell, que inspirou a criação do Big Brother. Em um momento peculiar, questionou se seus colegas de confinamento seriam atores, evidenciando a profundidade de seu desconforto psicológico durante o programa. Vanessa também se envolveu em situações de intriga com outros participantes e chegou a jogar fora todas as escovas de dentes dos colegas durante uma faxina no banheiro.
Os comportamentos de Vanessa levantaram preocupações entre os espectadores, que expressaram receios quanto à sua saúde mental, instando a produção do programa a intervir. Também houve especulações sobre a possibilidade de um surto psicótico durante os acontecimentos. Nas redes sociais, personalidades como Bruna Marquezine, Jojo Todynho, Mel Maia e Deborah Secco também expressaram preocupação com a saúde mental de Vanessa, enquanto Whindersson Nunes afirmou ter enfrentado crises semelhantes, solidarizando-se com a situação dela, classificando o episódio como um quadro de mania.
Em 19 de janeiro, Vanessa desistiu do programa. Em uma entrevista para o Fantástico, a influenciadora revelou que teve um quadro psicótico agudo.

Vanessa também foi convidada para participar do programa Altas Horas para discutir sua saúde mental e compartilhou o seguinte depoimento: 
| “                                                     | Estou bem. Agora estou em tratamento, mas ainda estou assustada. Admitir que está doente é um pouco assustador, mas faz parte do processo, do tratamento e também para falarmos um pouco sobre saúde mental. Fico feliz em falar aqui com vocês sobre isso. Estou bem, mas quero ficar melhor ainda. | ” |
| — disse a influenciadora digital a Serginho Groisman. | |   |

## Filmografia

### Televisão
| Ano  | Título                       | Papel/Função              | Notas        | Ref.         |
| ---- | ---------------------------- | ------------------------- | ------------ | ------------ |
| 2022 | Let's Dance com Nightography | Jurada                    |              | [ 52 ]       |
| 2024 | Big Brother Brasil           | Participante (Desistente) | Temporada 24 | [ 9 ] [ 53 ] |
| 2024 | Túnel do Amor                | Participante              | Temporada 3  | [ 23 ]       |

## Discografia

### Single
| Canção                 | Ano  |
| ---------------------- | ---- |
| "Chapadinha na Gaveta" | 2022 |

## Prêmios e indicações
| Ano  | Prêmio                 | Categoria         | Resultado | Ref.   |
| ---- | ---------------------- | ----------------- | --------- | ------ |
| 2021 | Meus Prêmios Nick 2021 | Challenger do Ano | Indicada  | [ 10 ] |